# مدرسة الفنون

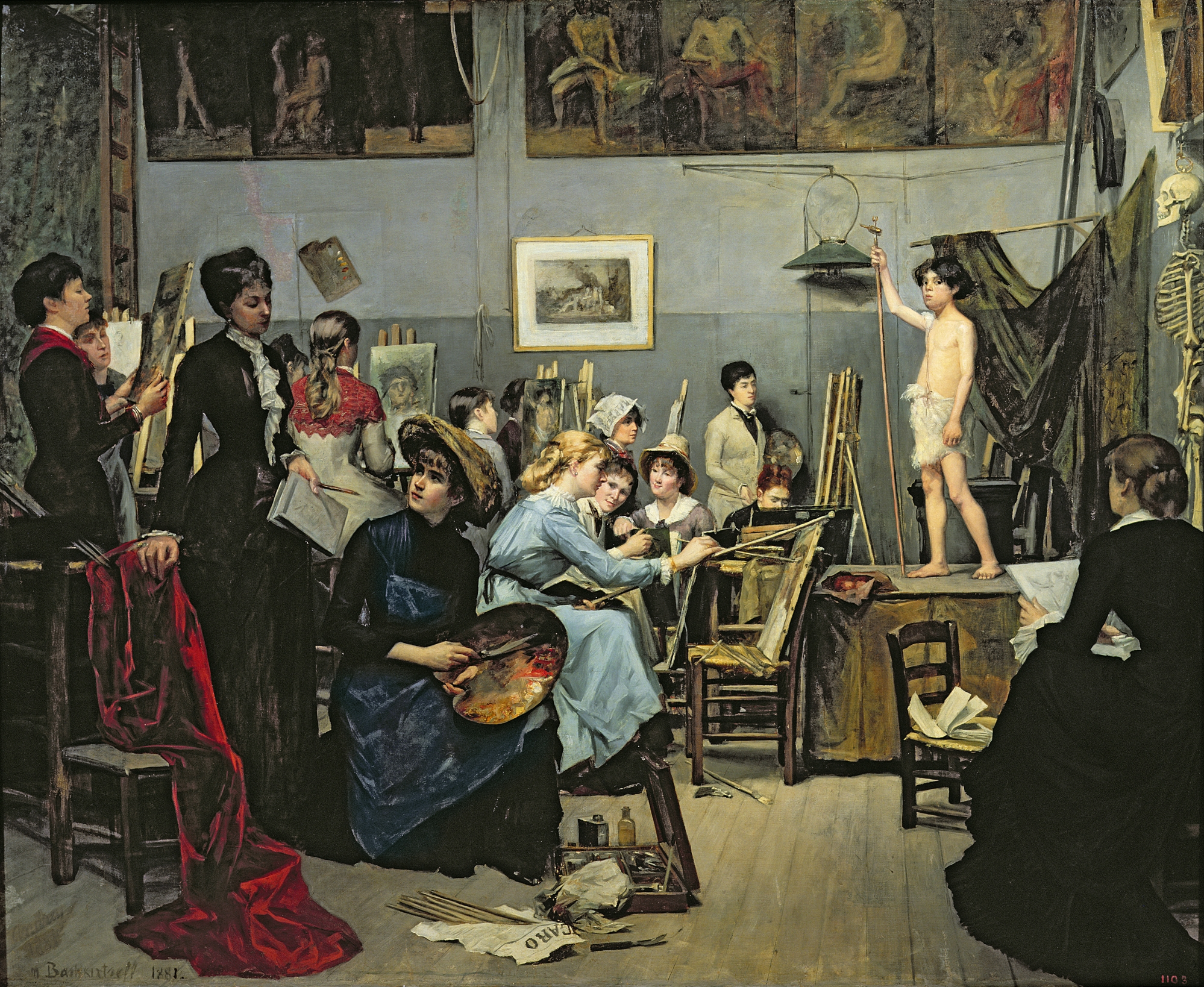
1881 painting by ماري باشكيرتسيف، In the Studio, depicts an art school life drawing session, Dnipropetrovsk State Art Museum, دنيبرو، أوكرانيا

مدرسة الفنون مصطلح عام لأي مؤسسة تعليمية تركز بشكل أساسي على الفنون البصرية، خاصة الرسم التوضيحي الطلاءو التصوير الفوتوغرافي، والنحت، وتصميم الرسومات. ينطبق المصطلح المؤسسات الابتدائية والثانوية، وبعد المرحلة الثانوية أو الجامعية، أو برامج الدراسات العليا أو الدراسات العليا في هذه المجالات. فهي الموقر من أكبر المؤسسات التي قد تقدم أيضا الشركات الكبرى أو درجات في الفنون البصرية، ولكن فقط كجزء من طائفة عريضة من البرامج (مثل s الفنون الحرة والعلوم). فرنسا الجميلة des المدرسة هو، ربما، الأول نموذج لهذه التعليمات المنظمة، كسر تقليد طويل من التعليمات الرئيسي ومبتدئ عند تشكيلها.
إذا كان معتمداً كإحدى كليات، منح معظم مدارس الفنون بكالوريوس في الفنون الجميلة، وشهادة بكالوريوس في الآداب، أو درجة البكالوريوس في العلوم. درجات المنتسبين وبرامج الدبلوم المهني شائعة أيضا.

## مدارس الفنون

### مدارس الفن والتصميم في الولايات المتحدة
في الولايات المتحدة الفن والتصميم تقسيم المدارس التي تقدم بكالوريوس في الفنون الجميلة أو درجات الماجستير للفنون الجميلة إلى نوعين أساسيين مع بعض التداخل والتباينات. الفنانين جيد جداً معتمدة.
المدارس المصنفة أشد تنتمي إلى مجموعة تشكلت في عام 1991 وتسمى رابطة كليات مستقلة للفنون والتصميم (أيكاد). تختلف هذه المدارس من المدارس المهنية التي تستهدف الربح حيث أنها تتطلب عنصر قوي من دورات الفنون الحرة بالإضافة إلى الفن ودورات التصميم، تقديم شهادة جامعية شاملة.
وهناك أيضا الشراكات بين مدارس الفنون والجامعات مثل كلية «معهد الفنون في شيكاغو» مع جامعة روزفلت، مدرسة نيو إنجلاند للفنون والتصميم في جامعة سوفولك، معهد الفنون في بوسطن في جامعة ليزلي، مدرسة رود آيلاند للتصميم جامعة براون، وكلية ميريلاند معهد للفنون وجامعة جون هوبكنز، المدرسة من متحف الفنون الجميلة بالتعاون مع جامعة تافتس، تايلر كلية الفنون في جامعة تمبل، أو هيرون كلية الفنون في جامعة إنديانا.
وهناك مدرسة فنية مستقلة مدعومة من الدولة في الولايات المتحدة، معهد ماساشوستس للفنون والتصميم. الأول مدرسة للفنون في الولايات المتحدة هو بنسلفانيا أكاديمية «الفنون الجميلة» (بافا).
الاتحاد كوبر في مدينة نيويورك من بين أكثر انتقائية لمدارس الفنون، قبول 4 في المائة، مع كل طالب على منحة دراسية كاملة. تقدم كلية ييل للفنون في جامعة ييل فقط خريج التعليم في برامجه الألياف مدتها عامان. ييل ديلي نيوز اليوم الخميس 1 فبراير 2007 أن المدرسة قد التطبيقات 1215 لفئته عام 2009 وتوفر القبول للطلاب خمسة وخمسون.
المقبل سيكون المدرسة يصل حجم بحجم لفن إدارة الفن أو تصميم كبير، مدرسة أو كلية في جامعة. إذا كانت إحدى الكليات مثل كلية التصميم،  وفي جامعة ولاية آيوا عادة، سيتضمن برامج تعليم ستوديو الفن، التصميم الغرافيكي، التصوير الفوتوغرافي، الهندسة المعمارية، وهندسة المناظر الطبيعية، التصميم الداخلي، أو البنية الداخلية، فضلا عن الفن، التصميم، ومجالات التاريخ المعماري. في بعض الأحيان هذه هي مجرد مدارس الفن والهندسة المعمارية وتصميم كتلك في كلية الجميلة والفنون التطبيقية في جامعة إيلينوي في اوربانا-الشمبانيا أو كلية ييل للفنون. مع ما يزيد على 3 آلاف طالب، سي يو كلية الفنون في جامعة فيرجينيا كومنولث هي واحدة من أكبر مدارس الفنون في الأمة، وهو أيضا قد حققت أعلى رتبة أي وقت مضى الجامعات الحكومية. التباين القائم بين مدارس الفنون التي هي المؤسسات الكبيرة، إلا أن العنصر الأساسي أن البرامج في الجامعات عادة ما تشمل دورات الفنون الحرة أكثر وأقل قليلاً من عمل استوديو، إذا ما قورنت بمدارس الفن مكرسة، ولكنها مستقلة.
نوع النهائي والأكثر شيوعاً من مدرسة للفنون، دولة تؤيد أو البرنامج الخاص، سيكون في جامعة أو كلية. عادة ما يكون هو برنامج بكالوريوس، ولكنه قد يكون أيضا منتدى بواو الآسيوي، ماجستير، أو وزارة الخارجية. هذه البرامج تميل إلى التأكيد على درجة أكثر عمومية في الفن ولا تتطلب رئيسيا في حقل محدد، ولكن يمكن أن تتيح تركيزات. لا تقبلها بتركيز بعض المنظمات المهنية أو الاعتماد كما يجري التحضير الكافي في بعض الميادين التي تؤدي إلى نجاح كمحترف. هذا هو الحال بالنسبة لتصميم الرسوم، حيث عادة ما يكون هو درجة أدنى منتدى بواو الآسيوي رئيسية في التصميم البياني.
العديد من المؤسسات تقدم درجة لا تقدم تدريبا مكثفا في الكلاسيكية الواقعية وأكاديمية الرسم والرسم. وتعتبر كلية Lyme أكاديمية للفنون الجميلة صيغة جماعية لهذا النموذج التعليمي. هو سد هذه الفجوة بمدارس الفن حلقة العمل (المدارس الموجودة داخل الاستوديو لفنان) أو في مواقع منفصلة، مثل أكاديمية نيويورك للفنون، أنشأت الأكاديمية الوطنية للتصميم، مدرسة استوديو نيويورك، وبنسلفانيا أكاديمية «الفنون الجميلة» (بافا)، 1805، في الفن طلاب جامعة نيويورك، أنشئت في عام 1875، و[أكاديمية http://www.academyofclassicaldesign.org للتصميم الكلاسيكي].

### كندا
في كندا، وهناك أربعة مستقل الفن والتصميم الجامعات. فهي، جامعة إميلي كار للفنون والتصميم  في فانكوفر، جامعة نسكاد  في هاليفاكس، جامعة عقاد  في تورونتو، وألبرتا كلية للفنون والتصميم  في كالغاري. جامعة كار إيميلي لديه برنامج البحوث الأكثر نشاطا  بين الأربعة مع ما يزيد على 15 مليون دولار في تمويل البحوث على مدى السنوات الخمس الماضية. جامعة عقاد نجح أيضا في تطوير وحدة لبحوث. تعليم كل أربع مدارس في التخصصات الرئيسية من الطلاء من خلال وسائط الإعلام الجديدة والتصميم. الأربعة هي المؤسسات العامة مع عقاد الأكبر تليها إميلي كار. على مدى السنوات الخمس الماضية، حصل كار إميلي إلى أقصى حد الجوائز الكبرى للطلاب وalums البلاد بما في ذلك في الآونة الأخيرة «منافسة طلاء إشعاعي» التي فاز بها بريور ريبيكا حديث تخرج. الخريجة آخر وضع الثالث. عقاد نجاحا كبيرا في تطوير مجال الدراسات العليا مع إميلي كار إغلاق الثاني. نسكاد تقليد طويل من خريج التعليم والتعلم.

### المملكة المتحدة
في المملكة المتحدة، عدد كبير من هذه المؤسسات موجودة، اختلاف في الحجم والعدد، والإدارة.
ربما تلك عموما رأي الأكثر انطباقاً على تعريف "مدرسة الفنون '، ومع ذلك، هي ذاتية الكليات أو المدارس الفنية تقديم دورات عبر الحدود المزيد والتعليم العالي، والتي يبلغ عددها حوالي ثمانية عشر عاماً، تحت الشعار " الفن المملكة المتحدة "ورابطة مؤسسات التصميم. الآخرين، وجوده العلاقات في محوه بالجامعات أكبر، الانضباط غير محددة (مثل مدرسة سليد للفنون) موجودة. معظم مدارس الفنون أما التوجه مجهزة لتقديم الفرص التي تمتد من 16 وظيفة على مستوى الدراسات العليا.
مجموعة الكليات تمتد من مؤسسات التعليم كذلك أساسا لمعاهد متخصصة أدت البحوث. على سبيل المثال، هي جامعة «لندن الفنون»، مؤسسة اتحاديا منظم الذي يضم ست مدارس مستقلة سابقا الواقعة في لندن. وتشمل هذه كلية الآداب كامبيرويل وسط سانت مارتينز كلية للفنون والتصميم، وتشلسي كلية للفنون والتصميم، كلية لندن للاتصالاتو كلية لندن للأزياء، وكلية ويمبلدون للفنون؛ آخرون تشمل مدرسة سليد الفنون الجميلة، والكلية الملكية للفنون وكلية الصائغين، جامعة لندن، التي تمنح جوائز الدراسات الجامعية والدراسات العليا تحت ذراعا جماعية. الكلية الملكية للفنون درجة-الذراع وصيغة المفرد تركز على الدراسات العليا منح جوائز استثناء المفرد الأكثر.
خارج نطاق المدارس الفنية في لندن في المملكة المتحدة وتشمل كلية أدنبرة للفنون، دنكان كلية جوردانستوني للفنون والتصميم، ومدرسة جلاسجو للفنون، معهد برمنغهام للفنون والتصميم، كوفنتري مدرسة للفنون والتصميم، نوريتش جامعة كلية الفنون، فالماوث كلية جامعة بليموث كلية للفنون والتصميم ومدرسة جامعة لوفبورو للفنون والتصميم بين أمور أخرى.
وتشمل بعض مدارس الفن ارتفاع أفضل جديدة في المملكة المتحدة الرماديات مدرسة للفنون وكلية الفنون دندي. وبدأ السمعة منافسة العديد من الآخرين في جميع أنحاء البلاد.
منذ السبعينات، حلت درجات الدبلومات كمؤهلات المستوى العلوي في الميدان.
بالنسبة للمؤسسات المستقلة كلياً، منذ وقت طويل درجة التحقق من صحة الاتفاقات في اتصال مع إحدى جامعات المخصصة لمستوى بكالوريوس (مرتبة الشرف) إلى الأعلى. كان هناك اتجاه عام للجامعات شامل لتقديم برامج في مجال الفنون البصرية، ومدارس الفنون المستقلة سابقا اندمجت مع معاهد الفنون التطبيقية والجامعات لتقديم مثل هذه الدرجات. هو استثناء ملحوظ لهذه المدينة ونقابات مدرسة الفنون في لندن، ومدرسة لفن مستقل فقط يركز على الفنون الجميلة والمتعلقة بتخصصات مثل نحت وحفظها. عدد قليل من المدارس الفنية قد اتخذت في مركز الجامعة نفسها، وهي المذكورة آنفا الكلية الملكية للفنون وجامعة «لندن الفنون».
يمكن تتبع معظم المؤسسات المتخصصة في المملكة المتحدة تاريخها يعود إلى القرن التاسع عشر أو ما بعدها، التي تنشأ عادة من المبادرات التي اتخذتها الحكومة.
في نيسان/أبريل 2011 الرسامين الحديثة (مجلة) الذين شملهم الاستطلاع الفن العالمي المهنيين لإنشاء قائمة من مدارس الفنون المملكة المتحدة الذي حقق لهم أعلى 10:1- الكلية الملكية للفنون، 2. المدارس الأكاديمية الملكية، 3. المدينة ونقابات من مدرسة لندن للفنون، 4. مدرسة سليد للفنون، 5. كلية الصائغين، جامعة لندن، 6. غلاسكو مدرسة الفنون الجميلة، 7. وسط سانت مارتينز كلية للفنون والتصميم، جامعة لندن الفنون، 8. كامبيرويل كلية الآداب، جامعة لندن الفنون، 9. كلية أدنبرة للفنون و10. تشلسي كلية الفنون والتصميم، جامعة لندن الفنون.

## مدارس الفنون على الإنترنت
في السنوات الأخيرة بدأ عدد من مدارس الفنون لتقديم بعض أو كافة من مناهجها الدراسية عبر الإنترنت، وهي بحكم طبيعتها، تتجاوز الحدود الوطنية. ومن بين هذه هي أخبار معهد بيتسبرغ الفن وأكاديمية من جامعة الفنون. كما هو الحال مع المدارس على أرض الواقع، العديد من الشركات الكبرى ينطوي العمل القائم على الكمبيوتر، مثل التركيبات التي تم إنشاؤها في فوتوشوب، المصور، أو 3D-ستوديو ماكس. تقديم وإعادة النظر في هذه المواد العائدات تقريبا مطابق تماما لفئات على أرض الواقع وعلى شبكة الإنترنت. عند دورات على الإنترنت تتطلب إنتاج الرسومات التقليدية أو غيرها من مثل هذه المواد، أنها عادة يتم تصويره أو تفحص تقديم واستعراض بواسطة معلمين.

## الفن والثقافة المدرسية
خلافا لهذه الصورة النمطية المعاصرة، الفنون المهنية وتصميم التعليم المعتمدة من الرابطة الوطنية لمدارس الفنون والتصميم أو تقديمها من قبل أعضاء رابطة كليات مستقلة للفن والتصميم يتضمن الفنون الحرة الصارمة ومتطلبات التعليم العام حيث أن يتلقى الطلبة كلية أصلية أو شهادة جامعية.